# Stipe Šuvar
Stipe Šuvar (* 17. Februar 1936 in Zagvozd, Jugoslawien (heute Kroatien); † 29. Juni 2004 in Zagreb) war ein jugoslawischer bzw. kroatischer Politiker und Soziologe.

## Leben
Stipe Šuvar studierte Rechtswissenschaft und Soziologie an der Universität Zagreb. 1955 trat er dem Bund der Kommunisten Jugoslawiens (BDKJ) bei. 1968–1972 war er Herausgeber der Zeitschrift Naše teme (Unsere Themen), 1983–1987 der Zeitschrift Socijalizam (Sozialismus). An der Universität Zagreb war er ab 1967 als Dozent, ab 1974 als Assistenzprofessor und ab 1982 als Professor für Soziologie tätig.
1972 wurde er Mitglied des ZK des BDK Kroatiens, 1974 bis 1982 war er Minister für Erziehung und Kultur in der SR Kroatien. Ab 1986 war er Mitglied des ZK und 1988–1989 Vorsitzender des BDKJ. Šuvar galt zunächst eher als Hardliner, zeigte sich dann aber als BDKJ-Vorsitzender reformfreudig und befürwortete die Aufgabe des Machtmonopols der Partei.
Nach der Auflösung Jugoslawiens zog sich Šuvar zunächst aus der Politik zurück. Ab 1994 gab er die in Opposition zur Tuđman-Regierung stehende Zeitschrift Hrvatska Ljevica (Kroatische Linke) heraus. 1997 gründete er die Socijalistička Radnička Partija (Sozialistische Arbeitspartei) und wurde deren Vorsitzender.

## Werke
- Nacije i međunacionalni odnosi u sociajalističkoj Jugoslaviji („Die Nationen und die zwischennationalen Beziehungen im sozialistischen Jugoslawien“), 1970
- Pressefreiheit und Verantwortung im jugoslawischen Sozialismus, in: Jugoslawien – Modell im Wandel, hrsg. v. Olaf Ihlau u. Miodrag Vukić, 1973, ISBN 3-436-01654-3
- Nacionalizmi su na sceni, in: Komunist vom 13. Mai 1983, S. 5 („Die Nationalismen sind auf der Szene“), in: Osteuropa, Jg. 1984, S. A260-A263
- Svi naši nacionalizmi („Alle unsere Nationalismen“), 1986
- Die epochale Rolle der Oktoberrevolution, in: Sozialistische Theorie und Praxis, Jg. 14.1987, Heft 11/12, S. 3–28
- Sociologija sela („Soziologie des Dorfes“), 2 Bde., 1988, ISBN 86-03-99017-4
- Hrvatski karusel. Prilozi političkoj sociologiji hrvatskog društva („Das kroatische Karussell. Beiträge zur politischen Soziologie der kroatischen Gesellschaft“), ²2004, ISBN 953-6985-04-7